# Motipur (Bardiya)
Pour les articles homonymes, voir Motipur.
Motipur (en népalais : मोतिपुर) est un comité de développement villageois du Népal situé dans le district de Bardiya. Au recensement de 2011, il comptait 21 086 habitants.